# Saint-Avit (Loir y Cher)
Saint-Avit era una comuna francesa situada en el departamento de Loir y Cher, de la región de Centro-Valle de Loira, que el 1 de enero de 2018 pasó a ser una comuna delegada de la comuna nueva de Couëtron-au-Perche al fusionarse con las comunas de Arville, Oigny, Saint-Agil y Souday.

## Demografía
| Gráfica de evolución demográfica de Saint-Avit entre 1800 y 2015 |
|                                                                  |

Los datos demográficos contemplados en este gráfico de la comuna de Saint-Avit se han cogido de 1800 a 1999 de la página francesa EHESS/Cassini, y los demás datos de la página del INSEE.